# Clusia moaensis
Clusia moaensis là một loài thực vật có hoa trong họ Bứa. Loài này được Borhidi & O.Muñiz mô tả khoa học đầu tiên năm 1971.